# Horologica tsaoi
Horologica tsaoi is een slakkensoort uit de familie van de Cerithiopsidae. De wetenschappelijke naam van de soort is voor het eerst geldig gepubliceerd in 2012 door Chen, Tseng & Lo.